# Cecilie Sylvester Jensen
Cecilie Sylvester Jensen (1976) è un'ex sciatrice alpina norvegese.

## Biografia
In Coppa Europa la Sylvester Jensen esordì il 9 dicembre 1995 a Špindlerův Mlýn in slalom speciale (44ª),
ottenne il miglior piazzamento il giorno successivo nelle medesime località e specialità (19ª) e prese per l'ultima volta il via il 28 gennaio 1996 a Krieglach ancora in slalom speciale, senza completare la prova. Si ritirò al termine della stagione 1997-1998 e la sua ultima gara fu lo slalom speciale dei Campionati norvegesi 1998, disputato il 29 marzo a Oppdal e non completato dalla Sylvester Jensen; non debuttò in Coppa del Mondo né prese parte a rassegne olimpiche o iridate.

## Palmarès

### Campionati norvegesi
- 1 medaglia:
  - 1 argento (supergigante nel 1996)